# 帯広川西インターチェンジ
帯広川西インターチェンジ（おびひろかわにしインターチェンジ）は、北海道帯広市川西町にある帯広広尾自動車道のインターチェンジ。広尾方面から走行してきた場合、帯広市中心部への最寄ICとなる。

## 歴史
- 2003年（平成15年）3月15日 : 帯広広尾自動車道初の区間である、帯広JCT - 帯広川西IC間（帯広川西道路）開通[1][2]。
- 2006年（平成18年）3月12日 : 帯広川西IC - 幸福IC間（川西中札内道路）開通[3]。

## 周辺
- 十勝農業共済組合本所[4]
- とかち農機具歴史館[5]
- 北海道十勝家畜保健衛生所[6]
- 帯広市農業技術センター[7]
- 旧愛国駅
- 北海道帯広工業高等学校
- 帯広第一自動車学校[8]
- 帯広北高等学校
- 北斗病院
- 北海道帯広農業高等学校
- 帯広畜産大学

## 接続する道路
- 直接接続
  - 北海道道1153号帯広川西インター線
- 間接接続
  - 国道236号

## 隣
E60 帯広広尾自動車道（帯広川西道路 / 川西中札内道路）
(1) 芽室帯広IC - (2) 帯広川西IC - (3) 幸福IC